# Дейв Сміт
Дейв Сміт  (англ. Dave Smith, 13 лютого 1987) — австралійський веслувальник, олімпієць.

## Виступи на Олімпіадах
| Олімпіада   | Дисципліна                     | Місце     |
| ----------- | ------------------------------ | --------- |
| Пекін 2008  | байдарка-четвірка, 1000 метрів | 4 h2 r2/3 |
| Лондон 2012 | байдарка-двійка, 1000 метрів   | 4         |
| Лондон 2012 | байдарка-четвірка, 1000 метрів | 1         |

## Зовнішні посилання
- Досьє на sport.references.com [Архівовано 21 жовтня 2012 у Wayback Machine.]